# Michel Serrault
Michel Lucien Serrault (ur. 24 stycznia 1928 w Brunoy, zm. 29 lipca 2007 w Équemauville) – francuski aktor teatralny i filmowy.

## Wybrana filmografia
- 1955 Widmo (Les Diaboliques) – pan Raymond
- 1957 Mordercy i złodzieje (Assassins et Voleurs) – Albert Lecagneux
- 1978 Klatka szaleńców (La Cage aux folles) – Albin Mougeotte/Zaza Napoli

Cudze pieniądze (L'Argent des autres) – pan Miremont
- 1980 Klatka szaleńców II (La Cage aux folles 2) – Albin Mougeotte/Zaza Napoli
- 1981 Przesłuchanie w noc sylwestrową (Garde à vue ) – Jerome Martinaud
- 1983 Śmiertelny wyścig (Mortelle randonnée) – Beauvoir/"Oko"
- 1985 Wolność, równość i ...kiszona kapusta (Liberte, Egalite, Choucroute) – Ludwik XVI

Klatka szaleńców III (La Cage aux folles 2) – Albin Mougeotte/Zaza Napoli
- 1995 Nelly i pan Arnaud (Nelly et Monsieur Arnaud) – Pierre Arnaud
- 1977 Francuska ruletka (Rien ne va plus) – Victor

Zabójca(y) (Assassin(s)) – pan Wagner
- 2001 Belfegor – upiór Luwru (Belphégor - Le fantôme du Louvre) – Verlac
- 2002 24 godziny z życia kobiety (24 heures de la vie d'une femme) – Louis

Motylek (Le Papillon) – Julien
- 2007 Jedź i długo nie wracaj (Pars vite et reviens tard!) – Hervé Decambrais/Hervé Ducouëdic

## Nagrody
- Cezar
  - Najlepszy aktor drugoplanowy: 1979 Klatka szaleńców
  - 1996 Nelly i pan Arnaud